# Усадьба Г. Сабитова
Усадьба Г. Сабитова — комплекс исторических зданий в Казани, в Старо-Татарской слободе, на улице Габдуллы Тукая, дом 31. Построен в начале XX века. Выявленный объект культурного наследия.

## История
Главный дом был построен в 1906—1907 годах для купца Гайнутдина Сабитова, торговавшего мануфактурными товарами, производившего тюбетеи, калфаки и каляпуши. В состав усадьбы также входили два симметричных деревянных флигеля по сторонам от дома и кирпичный флигель во дворе. Последний был построен раньше главного дома, во второй половине XIX века, и предназначался для женской части семьи. Левый флигель утрачен в 1990-х годах. Главный дом отремонтирован в 2013 году.

## Архитектура
Двухэтажный главный дом построен в стиле эклектики, характерной для конца XIX века. Нижний этаж предназначался для торговых помещений, верхний — для жилья. На верхний этаж вёл отдельный вход со двора. На уличном и боковом карнизах выделяются многоступенчатые «сталактиты», создающие восточный колорит. С правой стороны от дома сохранились кирпичные воротные столбы. Ворота отделяют дом от сохранившегося деревянного флигеля (дом 33). Флигель, стоящий вместе с домом на красной линии улицы, увенчан двускатной крышей, образующей треугольный фронтон. Фасад двухэтажного флигеля во дворе дома, который сохранился намного хуже главного дома, горизонтально разделён тягами и лентой поребрика, а вертикально — лопатками. Центральная часть фасада в два окна выделена небольшим ризалитом. Флигель увенчан ступенчатым карнизом и псевдобарочным аттиком с ложной люкарной.